# 王大智
王大智（？—1636年），號濬宇，順天府蓟州玉田县人，明朝政治人物。

## 生平
万历二十二年（1594年）甲午科順天乡试九十六名舉人，萬曆三十二年（1604年）甲辰科进士，都察院觀政，三十三年授西安府推官，三十八年升吏部主事，本年调考功，三十九年调文选，本年升稽勲司员外，调验封司，丁憂，四十二年除考功司员外，本年调文选，患病。四十六年補稽勲司郎中，四十七年给假。泰昌元年（1620年）起南大理寺右寺丞，天启二年（1622年）正月升通政右参议，六月升太常寺少卿提督四夷馆，三年京察，七年起南太僕寺卿。崇祯元年（1658年）改北京太僕寺卿，二年调南京用，三年補南太僕寺卿。崇祯九年（1636年）卒于家。